# Daniel Biyaoula
Daniel Biyaoula es un escritor congoleño, nacido en Brazzaville el 11 de septiembre de 1953 y fallecido el 25 de mayo de 2014. 

## Formación
Después de estudiar en sus primeros años en Linzolo, una ciudad a 25 kilómetros de Brazzaville, continuó su formación en el liceo Pierre Savorgnan de la capital para recalar finalmente en Francia. Allí se matriculó en la Universidad de Reims entre los años 1975 y 1981 y en la de Dijon en 1982.
En 1983 completaría sus estudios en la Escuela Nacional de Biología aplicada a la alimentación obteniendo el doctorado en microbiología.
También es escritor con obras como L'Impasse, premio Grand prix littéraire d'Afrique noire 1997. Se le define como un escritor meticuloso que realizaba su obra enteramente a mano, sin medios informáticos. Consideraba que el texto debía editarse sin correcciones para que el influjo trascendental de las musas consiguiera su objetivo.
Su abuelo Fulgence Biyaoula, fue un sindicalista de la Confédération africaine des travailleurs croyants, muy combativa con el gobierno en sus días. Su fallecimiento fue lamentado por amigos también escritores como Alain Mabanckou.

## Obra
- L'Impasse, editiones Présence africaine, 1996
- Agonies, editiones Présence africaine, 1998
- La Source de joies, editiones Présence africaine, 2003
- Le destin de Zu
- Le mystère de la tortue
- Le dernier homme
- Pouchkine et le monde noir
- Lettre contre la guerre